# Zofia Fedyczkowska
Zofia Fedyczkowska (ur. 16 sierpnia 1900 w Leżajsku, zm. 6 września 1982) – polska śpiewaczka operowa, akompaniatorka.

## Życiorys
Córka Jakuba Fedyczkowskiego (bas-baryton). Podczas prapremiery sztuki G. Zapolskiej Ich czworo (reż. Zapolska) w 1905 we Lwowie grała Dziecko. Została zauważona przez Kornela Makuszyńskiego, który napisał o niej pozytywną recenzję.
W wieku 15 lat rozpoczęła pracę suflerki operowej. Rok później ukończyła konserwatorium lwowskie (klasa fortepianu). Rozpoczęła studia u prof. Sołtysa (dyrygentura). W tym czasie pieczę nad nią sprawowali m.in. Ada Sari i prof. Zierhammer.
Od 1924 występowała w Poznaniu.
Jej dorobek artystyczny to 92 partie operowe, 60 operetkowych, kilkaset pieśni.
Pochowana w kwaterze artystów na cmentarzu parafialnym w Skolimowie (Konstancin-Jeziorna).

## Odznaczenia i nagrody
- Odznaka Honorowa Miasta Poznania (1960)